# Águilas de la UPAEP
El Águilas de la UPAEP fue un club de fútbol mexicano que tuvo su sede en el estadio Nido de Águilas de la ciudad de Puebla en el estado de Puebla. Fue fundado en diferentes épocas, en 1975 participó en las ligas inferiores y también participó en la Tercera División de México hasta su desaparición en 1995.

## Historia

### Inicios 1975-1980s
Hablar de la historia del fútbol en la UPAEP es recordar pasión, lucha y muchas ganas de querer ser. Esta historia nació casi a la par de la Universidad, en la época de 1975-1976 el equipo estaba conformado con estudiantes de las carreras de la institución. En el 76 surgió la porra oficial UPAEP, gracias a que las Águilas ganaron el campeonato de los barrios, a partir de este torneo la Universidad apoyó a la porra comprando tumbas, tambores, etc., fue precisamente en uno de estos torneos que dos integrantes de dicha porra se embarraron engrudo, se llenaron el cuerpo de plumas de pollo y se hicieron unos cucuruchos simulando un Águila, de ahí surgió la idea de tener una mascota Águila como la actual.
Fue en 1977 cuando una franquicia de tercera división llamada “Estudiantes de Puebla” se convirtió oficialmente en las Águilas de la UPAEP, con algunos de los estudiantes que venían jugando en el equipo universitario. Conformado ya como equipo de tercera división profesional, las Águilas quedaron al mando de José Luis González Gámez y bajo el cobijo del Patronato y de la Universidad. La sede oficial era el estadio Ignacio Zaragoza, y para sorpresa de muchos la repuesta del público de Puebla fue impresionante; ya que conocían a la UPAEP por su equipo de fútbol. El jefe de la porra Alfredo Martínez, ahora responsable de los EXAUPAEP, quien recordó “Éramos un grupo padre, que apoyaba al equipo, sanos y sobre todo con mucho respeto al rival, no insultábamos, además mucha gente llevaba a sus hijos para ver a la porra”. Después de un año, la máxima figura del equipo era Rafael Chávez Carretero, quien fue campeón de goleo en esa campaña, en esa época no se daban becas, los jugadores ponían su empeño: por pasión, por amor al deporte.
Una de las anécdotas más curiosas de aquellos tiempos, recuerda el Lic. Juan Manuel Aguirre Langle', actual responsable de Integración Universitaria, fue un viaje que hizo el equipo y la porra a Colima, se fueron en un camión de segunda, y la Universidad les dio una caja de huevos de 250 llenas de tortas y cuando llegaron a su destino las tortas no se podían comer de lo duras que estaban.
Ya en la liguilla de la temporada 1977-78, el equipo fue a jugar a Zacatecas contra la “ola naranja”, al llegar al estadio la gente comenzó a insultar al equipo y a la porra, mientras el partido se jugaba, en las tribunas les tiraron piedras, con varillas espantaban a los integrantes de la porra e incluso a uno de ellos lo descalabraron con un bote de refresco, en ese momento la policía les indicó que se fueran a los vestidores porque ellos no iban a responder, justo en ese momento cayó el gol del triunfo de las Águilas, al finalizar el encuentro tuvieron que esperar más de cuatro horas para poder salir de los vestidores y escoltados hasta la autopista por la policía salieron de Zacatecas.
Ya en la recta final jugando en el estadio Cuauhtémoc ante 10 mil espectadores, las Águilas cayeron cuatro a cero ante Oaxtepec, y en el juego
de vuelta UPAEP ganó tres por uno, pero fue insuficiente para ascender a Segunda División de México. Las siguientes temporadas el equipo siguió en Tercera División de México, ya con jugadores becados y con contrataciones de jugadores profesionales.
El ¡alerombo, alerombo! surgió cuando los integrantes de la porra, en uno de sus ratos de diversión afuera del edificio de la 9 Poniente, donde antes se
encontraba la escuela, bromeaban, y a uno de ellos se le ocurrió el alerombo y poco a poco se adaptó, incluso se tenía una cumbia del equipo “ Águilas, Águilas UPAEP, Águilas, Águilas a ganar”.

### 1990s
El 4 de septiembre arrancó la temporada 93-94, ante la expectativa de la sede se pretendía que los “aguiluchos”, como se conocía en el argot
futbolero, jugara en el estadio Cuauhtémoc, porque se decía que el estadio Zaragoza iba a desaparecer , en esa época se cobraba de entrada general 8 nuevos pesos y niños gratis, una de las derrotas más humillantes y dolorosas que se recuerda fue contra el equipo Club América que ganó 8 a cero a las Águilas.
Pero ya en semifinales contra el equipo de Coacalco se perdió uno a cero y con eso parecían acabarse las expectativas del equipo para ascender. Pero fue el 10 de mayo de 1994 que se publicó la noticia de que las Águilas ascendieron a segunda división “A”, para sorpresa de todos, un gol hizo la diferencia y las Águilas ya estaban en segunda, con 24 jugadores, el 22 de agosto de 1994 se completó el plantel que jugaría en la segunda división, pero el nido de las Águilas se ponía en duda, ya que la directiva del Puebla se negaba a prestarle el estadio Cuauhtémoc, esto aunado a que el Zaragoza no se podía empastar, porque era utilizado como llano en aquella época. El mismo 22 de agosto se le dio un ultimátum a la UPAEP: conseguían estadio o estaban fuera del torneo. Por fin, el primero de septiembre Águilas llegó a un acuerdo con la directiva de la Franja, se prestaría el estadio, pero para poder jugar dependía de que las lluvias desaparecieran. Al siguiente sábado, los “aguiluchos” tendrían su primer encuentro, pero el viernes llovió tan fuerte, que para el día del partido el Puebla se negó a que el encuentro s llevara a cabo.
Para el 8 de octubre UPAEP se ubicaba en el sótano de la tabla de la segunda división profesional. Se contrataron a dos jugadores brasileños, no era mucha su paga, el jugador más caro ganaba de dos mil a tres mil nuevos pesos. Las Águilas no levantaban el vuelo y la cabeza del director técnico González Gámez pendía de un hilo, incluso el rector de la Universidad le puso un ultimátum de dos partidos para ganar. Y aparte se tenía un problema mucho más grave; o se cambiaba de sede o el equipo se vendía, porque no le podían pagar la renta a la Franja. Con 16 derrotas, dos partidos empatados y sólo dos ganados, el equipo tenía un pie devuelta a tercera división, por este motivo fue despedido el entrenador González Gámez, en su lugar se contrató a Raúl Zavala Antona, quien en ese momento se desempañaba como entrenador físico del equipo. Zavala consiguió dos empates consecutivos contra Oaxaca y Cuautla, y dos importantes triunfos contra triguillos (2-1) y Cruz Azul Hidalgo (3-1). Después se dieron otros dos empates con cruz Azul Oaxaca y con el real Hidalgo (2-2), esto sumado con dos derrotas más ante el Bachilleres (2-1) y Xalapa (3-1), no obstante la leve mejoría, se veía más cerca el descenso del equipo, con 17 puntos, cuarto victorias, seis empates, ocho tropiezos, 21 goles a favor y 50 en contra.
Ante este oscuro panorama, un problema más surgió para las Águilas, en diciembre del 94 llegó un ultimátum a la directiva UPAEP, o pagaban el 25 % de los gastos del cuidado del estadio Cuauhtémoc o se les quitaba la cancha. Y en efecto, el 18 de enero de 1995 publicaron los diarios de Puebla, que al no llegar a un acuerdo con el Puebla, las Águilas se iban al estadio Trinidad de Tlaxcala.
Ya para el 9 de abril del 95, la UPAEP se jugaba la vida por el no descenso ante Tabasco, sólo un punto separaba a tres equipos de la supervivencia; Jaguares (20 puntos), Yautepec (20), y UPAEP en el fondo con 19 puntos. El sábado 23 de abril de 1995, las Águilas se salvaron con un triunfo de dos a uno contra el Querétaro. Una vez que se mantuvo el equipo en segunda división, los directivos decidieron prestar la franquicia a “España 2000”; aunque esto fue sólo un año, después la franquicia regresó. En esta etapa, el equipo se mantuvo en los tres primeros sitios de la tabla.